# テープのり

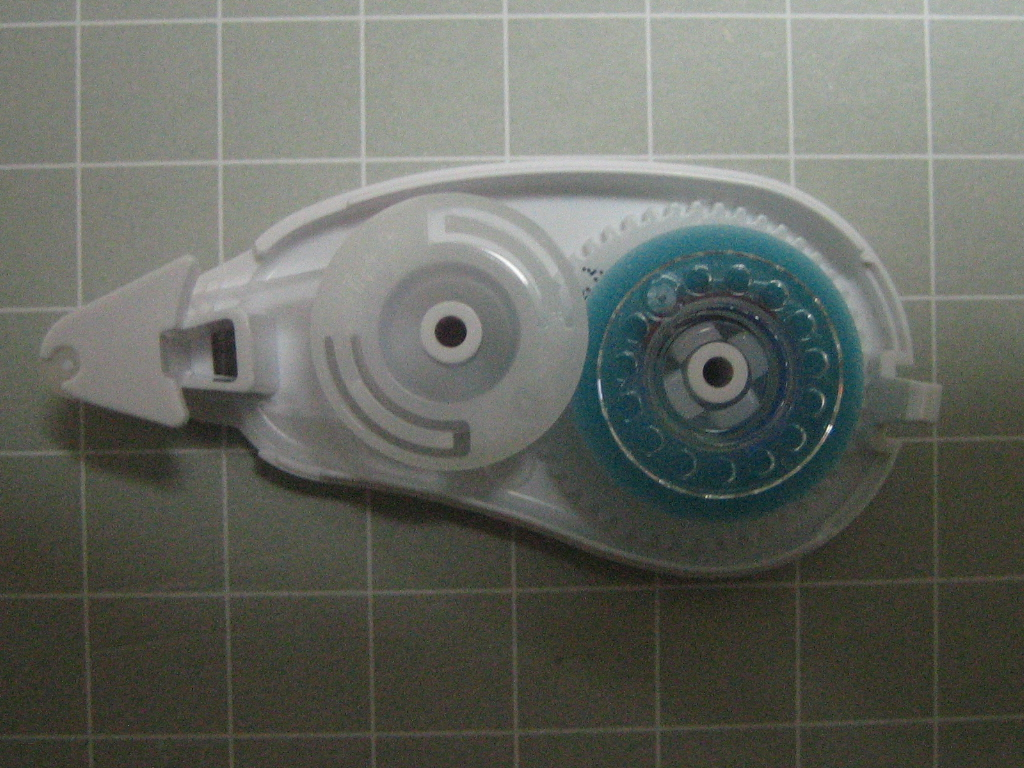
テープのりの内部

テープのりとは、接着用の文房具のひとつ。糊の一形態。紙などの対象物にテープを当てたまま引くと、糊が直線状に配置されて接着面ができる。機構は修正テープと似ている。内蔵のテープの表面に粘着剤が付着しており、この粘着剤のみを対象物に付着させている。ただし修正テープと違い、修正膜がない。1980年代半ばにドイツで初めて商品化され、日本では2000年代後半から一般的に普及した。

## 特徴
スティックのりに比べ、キャップを閉める手間が掛からない、最後まで使い切りやすい、紙がふやけにくいなどの利点がある。その一方で、一般的に曲線に沿って塗布するのには向かない。封筒の封止めなど、用途が直線的な利用に限定される事務作業には向いている。
通常のものより糊の切れがよいドットタイプも販売されている。コクヨからは2008年にドットの部分がハート型の物が発売された。

## 性能
最近は、使いやすいよう様々な性能が付いたものがある。例えば、貼りたい場所からはみ出さない『ガイド付き』、紙自体を挟んで引く『ホールドタイプ』、のりカスを除去してくれる『クリーンローラー』が付いているもの等様々である。アルバムなどを作る場合は、写真や紙の変色を抑える『ACID FREE』というものもあり、スティックのりや液体のりとは違いふやけにくいのも利点である。

## タイプ
テープのりには時と場合に応じて使い分けが出来るよう様々なタイプが用意されている。
- 貼って剥がせる薄付タイプ・・・メモなどを少しの間貼りつけておきたいとき、書類などを仮止めしたい場合にお勧め。
- 筆箱にも入りやすいスリムタイプ・・・筆箱に収まらなくて不便という悩みを解決。学生などにお勧め。
- 用途に合わせて交換できる詰め替えタイプ・・・ボディは一つだが、交換テープの種類は豊富で場合に応じて使い分けられる。
- 長さ38ｍ大容量タイプ・・・会社などで多用し、すぐ無くなってしまう人にお勧め。[2]